# Mizithra

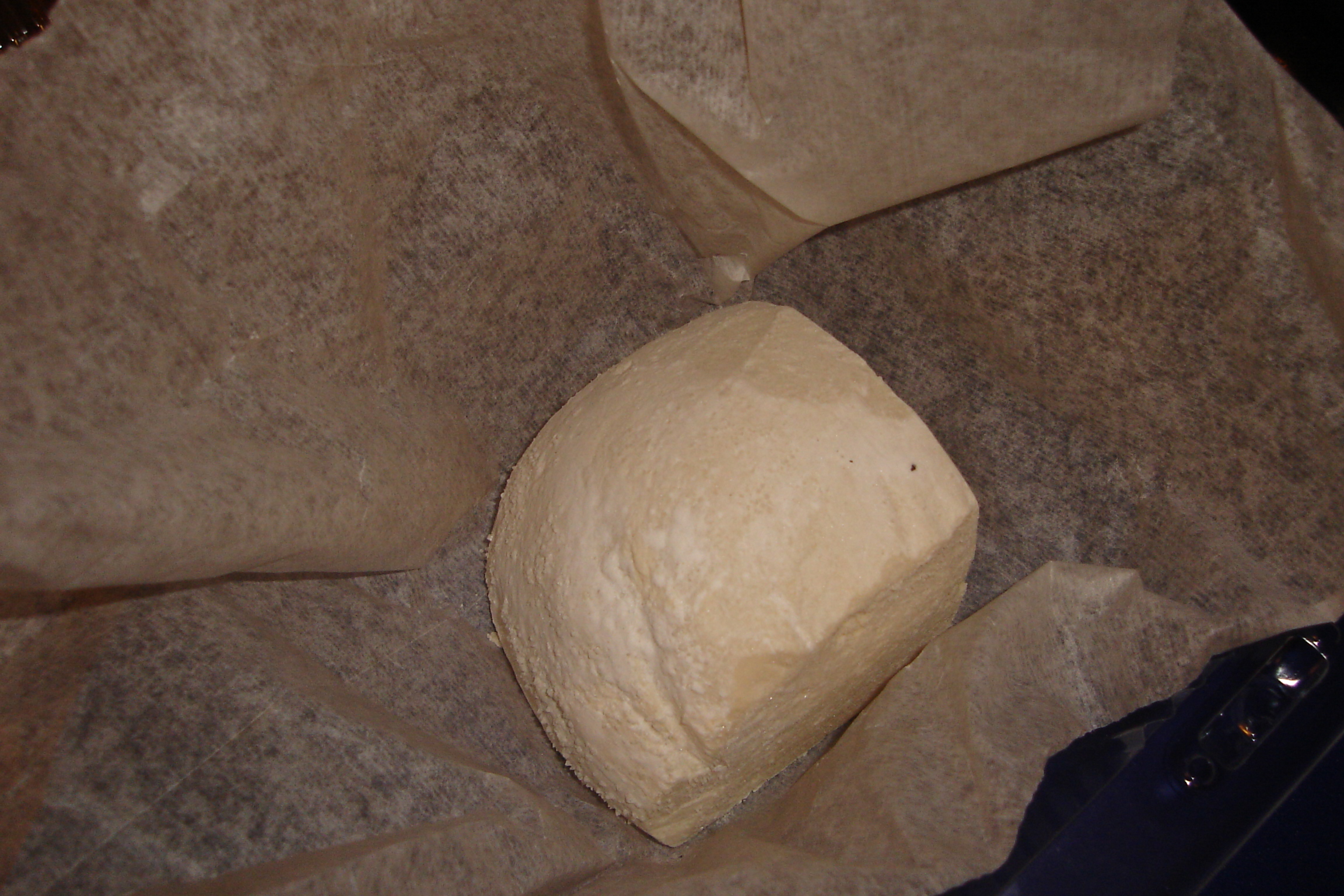
Mizithra.

Mizithra, Myzithra o Mitzithra (en griego, μυζήθρα) es un queso griego de leche de oveja y de cabra, tradicionalmente sin pasteurizar. Se elabora con suero de feta y kefalotyri. Tiene una humedad de aproximadamente el 66% y un contenido de materia grasa del 15%. En el pasado, bolas de mizithra se colgaban afuera de las casas en pequeñas sábanas de muselina para que se secaran al aire. 

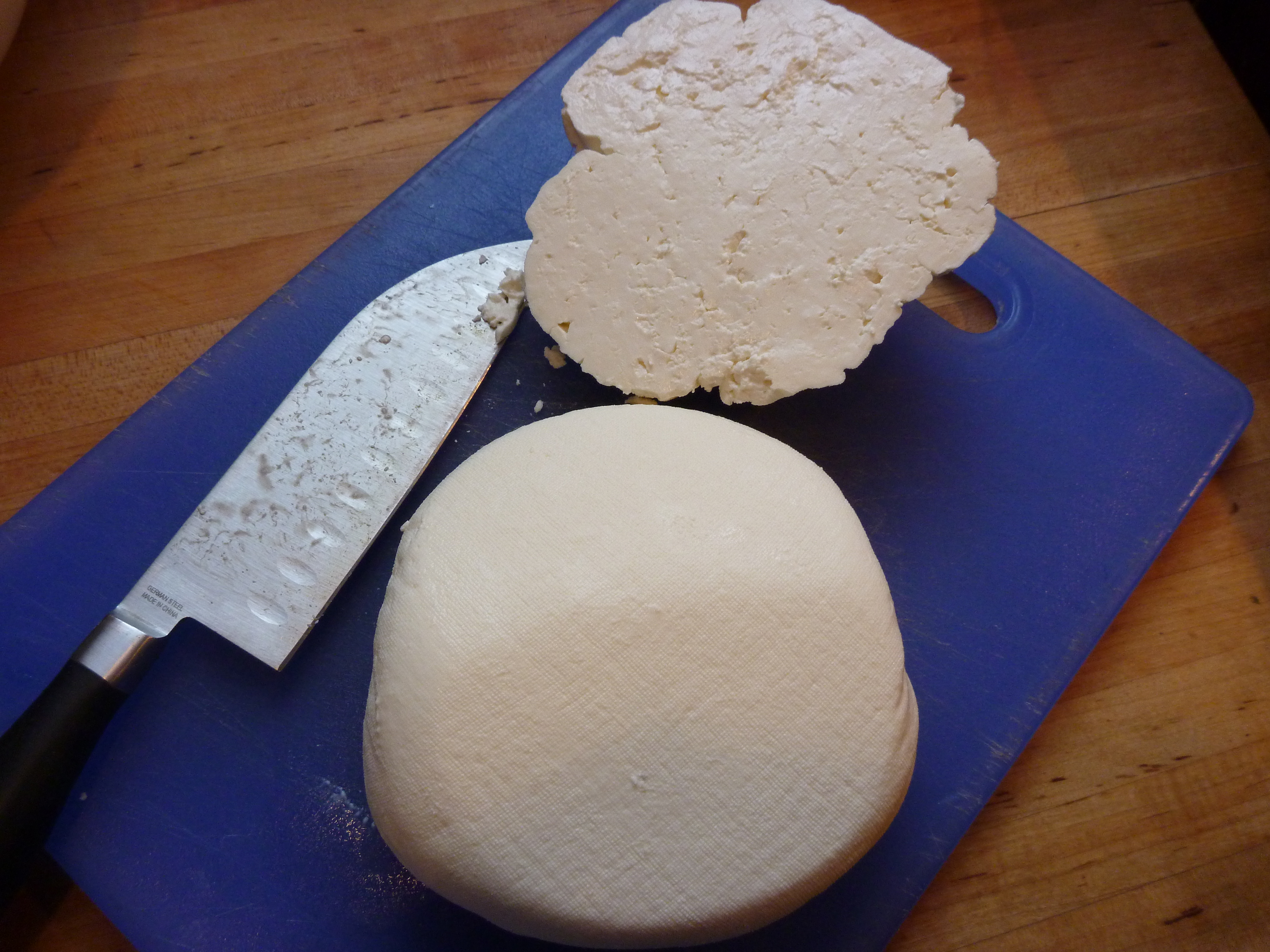
Queso mizithra.

Tiene dos versiones: fresco y curado. El primero es suave. El segundo, con forma de un huevo de avestruz, resulta de textura suave pero firme y sabor picante, como un ricotta salata italiano. La variedad curada o más agria se conoce como Xinomyzithra o anthotiros, siendo el más conocido el queso DOP Xynomyzithra Kritis y resulta excelente para rallar. Se come de postre, con miel, o como mezes con aceitunas y tomate. 
En Grecia se hacen varios quesos de suero, siendo los más conocidos: mizithra, anthotiros, manouri y xinomyzithra. En Chipre hay un queso similar a ambos tipos, fresco o seco, llamado anari (Αναρή en griego).

## Fuente (parcial)
- Myzithra en cheese.com

- Datos: Q1235430